# Stumpffia tridactyla
Stumpffia tridactyla es una especie de anfibio anuro de la familia Microhylidae. Esta especie es endémica del parque nacional de Marojejy en Madagascar, donde se encuentra entre los 1000 y 2100 metros de altitud. Habita entre la hojarasca de selvas tropicales, en zonas de borde de bosque y en plantaciones de eucaliptos. Se cree que como en otras especies de su género, sus renacuajos se desarrollan en nidos de espuma en el suelo y no se alimentan durante esa fase.